# 지중해새치
지중해새치(Tetrapturus belone)는 지중해, 특히 이탈리아 부근에 주로 서식하는 새치이다. 지중해 새치는 대양성 어류이며 해수면 아래 약 200m 범위에서 주로 서식한다. 보통 작은 어류를 먹는다. 이 종은 전장 240cm에 달할 수 있다. 지중해새치는 상업적으로 중요하게 여겨지지는 않는다.